# Maria Eggers
Maria Penelope Camilla Eggers, född Maria Lotta Camilla Eggers 17 januari 1969 i Malmö, död 14 december 2020, var en svensk skådespelare, regissör, koreograf och dansare.
Hon var syster till skådespelaren Peter Eggers, dotter till barnterapeuten och skådespelaren Catrin Eggers och systerdotter till Per Eggers. Hennes morfars farfar, tysken Emil Eggers, grundade Hotel Eggers i Göteborg. Maria Eggers var ensamstående med en son.[källa behövs]
År 2010 fick Eggers diagnosen ALS, en neurologisk sjukdom, vilket även uppmärksammats i massmedia.

## Filmografi
- 1997 – Kung Lear
- 2003 – Cirkushästen
- 2010 – Återfödelsen
- 2010 – Altona

## Teater

### Roller
| År   | Roll | Produktion                                      | Regi            | Teater                |
| ---- | ---- | ----------------------------------------------- | --------------- | --------------------- |
| 2006 |      | Woyzeck Georg Büchner                           | Stefan Metz     | Göteborgs Stadsteater |
| 2007 |      | Bröllopsbesvär Stig Larsson efter Stig Dagerman | Johan Wahlström | Göteborgs stadsteater |